# 외북 김상남 충렬각
외북 김상남 충렬각(外北 金尙南 忠烈閣)은 충청북도 청주시 상당구 가덕면 청용리에 있다. 2017년 3월 17일 청주시의 향토유적 제156호로 지정되었다.

## 지정 사유
영조 무신란 때 순절한 김상남의 충절과 김여산 처 김해김씨의 열행을 기리기 위해 고종 20년(1883)에 건립한 충렬각이다.